# 校正回归
校正回歸是由中華民國中央流行疫情指揮中心指揮官陳時中於2021年5月22日14時指揮中心每日例行記者會時提出的新名詞，意指將延後登錄的嚴重特殊傳染性肺炎臺灣確診病例數依採檢時間追加到之前公布的數據，以正確反映並研判疫情趨勢之統計方法，相同或類似的概念在英文稱為 、retrospective adjustment 或 data revision，通常翻譯為「待辦」或「積壓」案件的「補缺」或「補登錄」。由於對此新詞彙的陌生，引發民眾熱議，陳時中強調這是「掀牌」，指揮中心專家諮詢小組委員李秉穎表示「用大白話說就是修正數字」，強調指揮中心只在意疫情有沒有被控制。
2003年時曾先後以專家與行政院衛生署署長身分參與處理自廣東傳來之SARS疫情的前中華民國副總統陳建仁表示，當年在防治SARS時就有這樣的情況，現在要進行快篩、PCR檢測，加上通報、疾病管制署歸類而延誤的問題，世界各國都有「回填」，這很正常，本來就該這樣做。
自5月22日指揮中心公布400例校正回歸後逐步降低至6月6日的8例，此後即無各地累積逾期而未及公布的檢測結果。

## 概念功能與定義標準
全世界都可能有檢驗量能不足的問題，例如，周末與周間的工作人員數與檢測量有所不同，檢測量能不足時產生「backlog」（積壓量），檢測量能恢復時新病例數就會回升。此調整（大多為追加確診數或死亡數）與「時間差」（即使美歐在量多時都可能要等上10天）的概念已於嚴重特殊傳染性肺炎疫情於中國大陸湖北省武漢市首次爆發後早已屢見於中國大陸、印度、日本、新加坡、美國、英國、加拿大、法國、德國、智利、南非等各疫情嚴重國家和地區及世界衛生組織之統計數據，世衛組織於2021年2月2日發布的公告就記錄了近千筆回溯調整數據的資料。
校正回歸是因為臺灣核酸篩檢檢體量突然大增，「三天前就發現通報有異，結果發現一萬多筆採檢卡在地方」，而使某日各地採檢者之實驗室鑑定確診資訊至數日後才得以作業彙整到中央政府處公佈。中央指揮中心於首次公告隔天的23日即說明「回歸病例」定義為：「個案採檢通報後，因檢體運送、實驗室量能、無法即時登打檢驗結果等因素，未於2日內完成檢驗報告之個案」。而研判基準則為：「確診個案之採檢日至確診日（陽性檢驗結果通知）超過2日以上」。
「校正回歸」是指數值「校正」後「回歸」到正確的曲線上。中央研究院生物醫學科學研究所研究員何美鄉表示「校正回歸」就是「回溯確診的病例」。美國紐約大學醫學中心專家表示若缺乏來自校正回歸的檢測結果，會使官員們無法得知疫情已穿透人群多深的實時圖象及人們何時可期待恢復往日生活及回到工作崗位上。
中央指揮中心於5月22日起分列「校正回歸」讓病例數大致依「採檢日」各歸其位後，24日起再另公布依有症狀病人（未必所有病例皆有症狀）之「發病日」（較「感染日」更清楚）歸位的曲線圖。自5月19日宣布全國提升至第三級警戒之隔天20日起算，2019冠状病毒病潛伏期兩周後之6月2日的結果將於6月3~4日公布。公共衛生學博士、前行政院衛生署署長涂醒哲強調「校正回歸」才能讓數據歸真，也能清楚地判斷防疫政策成效，並依數據分析的結果來改善政策不足之處。他於25日依可代表所有感染者變化趨勢的「發病日」指標研判若防疫警戒有徹底落實，國人自律禁足，地方政府快速找出感染個案，「最慢到了6月初，也應具備有意義的下降結果。」

## 技術程序與應對
由於抗原快篩結果為陽性者、偽陽性機率可能高達8成以上，快篩為陰性者、偽陰性也達三分之一，如臺中某大學1168名學生普篩後有27名快篩陽性，但經PCR核酸檢測後確認全數都是陰性，中央流行疫情指揮中心專家諮詢小組委員、臺大醫院醫師李秉穎表示做完抗原快篩後還是必須要看PCR檢測報告等「雙重驗證」才能判定是否確診。2021年5月15日後，臺灣本土案例大幅增加，快篩採檢量與核酸檢測成長許多，但採檢人員（依法需由醫檢師執行）、採檢機器數量不足，造成採檢檢體未及判讀。新北市曾有個案從採檢至判讀時間相差6日。一位醫技系教師表示「處理檢體要時間、上機要時間，一台機器一次能夠做的量是固定，還沒做到的檢體就是要排隊」。實際參與PCR檢測程序的人員透露：分離病毒株要在0.3公分的銅網上，將病毒樣品放在上面烘乾1天，再用穿透式電子顯微鏡（TEM）在銅網中的300個洞中找到病毒，而「大拇指加1次樣品要按96次，1個樣品有3種東西，總共要按288次」，經過複雜程序才能取得最重要的「Ct值」。某醫檢單位（需在生物安全等級第二級BSL-2以上的實驗室進行）須3天時間才能將3000件左右的檢體消化完畢，一位醫檢師說「所以如果沒有日期上的回歸，大家可以想想這種塞車會怎樣扭曲真實的解讀，以致於作出錯誤的判斷。」
再者，填報系統需填寫欄位過多，也造成填報人員輸入困擾。行政院所屬相關單位及數位政務委員唐鳳於25日改善簡化採檢資料通報系統，讓原本需2小時處理的資料可在10分鐘內完成。

### 國際案例
由於檢測數太多而檢驗量能不足，英國曾於2020年9月將18萬5千個棉棒樣本檢體送往德國和義大利處理。而在記錄上，英國會直接將之前未納入的確診數併入隔天的確診數。
曾出現檢驗試劑短缺甚至聯絡用傳真機有限而導致檢測延積的加拿大除呼籲有症狀者、有接觸史者、處於高風險環境及免疫缺失等脆弱族群者才需檢測，以減緩檢測作業不及而需等待一周之壓力，也曾於2020年10月將樣本檢體送往美國處理。
負責佛羅里達州新冠檢測的奎斯特诊疗公司由於未能及時提交檢測報告，佛州在2020年9月1日宣佈斷絕和該公司的往來。佛州在8月31日才發現奎斯特擠壓了75000份檢測結果報告，最早可以追溯到同年4月份。而佛州將積壓的確診報告歸到8月31日的新增病例中。

## 影響
金融業因「校正回歸」帶來的疫情不確定因素，資金操作因而變得謹慎，帶動了拆款市場的需求。

## 評論

### 政治人物
曾於國立台灣大學任教會計學的前新北市市長朱立倫認為，在疾病管制署更改「每日確診數」定義為「每日應計確診數 + 前期應計未計確診數」後，將造成不同時間點、同一統計數字前後意義不一，應更加謹慎。
台北市市長柯文哲表示，身為醫學院教授，他也是第一次聽到「校正回歸」，在教科書上也查不到這個概念，希望中央流行疫情指揮中心公佈校正回歸的數字是怎樣算出來的。
民主進步黨台北市議員王世堅於5月24日東森新聞台政論節目《平論無雙》中表示，中央流行疫情指揮中心現在是為德不卒，向人民報告的數字越真實越好；但若指揮中心講得很模糊，現在又有校正回歸，不如一周開一次記者會就好，也能穩定人心。
民主進步黨立法委員蔡易餘表示，人民心裡質疑政府，「叫我怎麼信任你每天公布的結果」，校正回歸一定變成往後笑柄。
中國國民黨台北市議員羅智強說，民進黨一直在搞認知作戰，透過一些新語彙混淆民眾認知，校正回歸是一個例子，「陳時中刻意壓低每日確診數，死亡人數卻持續攀升。但死亡人數可以校正回歸嗎？這不是認知作戰，什麼叫認知作戰？」羅智強批評，民進黨執政的最大問題，並非來自境外，而是對自己人「催眠」的認知作戰，狂念咒語驅走任何不利執政的訊息。

### 媒體
美國彭博新聞社於5月23日報導提及，中央流行疫情指揮中心修改了過去的每日病例總數，削弱了人們對官方病例數據的信心：這些修訂除引發了關注嚴重特殊傳染性肺炎每日病例的觀察者們間的辯論，也增添有關蔡英文政府迅速提高測試能力及未來幾天內周末的每日病例總數是否也可能顯著增加的疑問。
新加坡《聯合早報》評論員韩咏红於5月28日評論提及，校正回归“这个连台湾民众都批评的统计法，要是换在中国大陆，关于瞒报、数字造假的质疑，估计已经四起”，国际主流媒体的议题设置能力可见一斑。

### 流行文化
「校正回歸」这一新詞引发全台討論，立即成为网路热搜词，带起继「人與人的連結」後新一轮模仿造句及梗图风潮。
前高雄市市長韓國瑜在臉書帳號上要大家造句「校正回歸」，其前發言人何庭歡留言「老闆的髮量也要校正回歸嗎？」亦有網友及知名人士留言稱於2018年獲89萬票選為高雄市長的他於2020年再遭市民以94萬票罷免是「校正回歸變成陳其邁」，均引發熱烈討論。
國立政治大學法律學系副教授廖元豪諷刺，由於2020年東京奧運羽球選手戴資穎下榻的飯店「Marroad Inn Tokyo」的Google評價只有3.3星，1450網軍給Marroad Inn Tokyo狂刷好評，一時之間把評價從3.3星提升到4.5星；但Google很快就將這些留言與評價刪除，「校正回歸」回到3.3星，無法讓蔡英文政府少一點「為國手安排廉價旅館」的尷尬。

## 備註
1. ↑  部分中文媒體使用的英文翻譯[1][2]，backlog作為術語一般翻譯作待處理件、待辦等[3]
2. ↑  彭博社使用的英文翻譯[5]，data revision一般作為測繪學術語翻譯作「資料更新」[6]。